# 8737 Takehiro
8737 Takehiro eller 1997 AL13 är en asteroid i huvudbältet som upptäcktes den 11 januari 1997 av den japanska astronomen Takao Kobayashi vid Ōizumi-observatoriet. Den är uppkallad efter Takehiro Hayashi.
Asteroiden har en diameter på ungefär 18 kilometer. Den tillhör och har givit namn åt asteroidgruppen Takehiro.